# 拉沙佩勒-迪沙特拉尔
拉沙佩勒-迪沙特拉尔（法語：La Chapelle-du-Chatelard，法語發音：[la ʃapɛl dy ʃatlaʁ]）是法国东部安省的一个市镇，属于布雷斯地区布尔格区。面积13.37平方公里，人口394，人口密度29人/平方公里（2018年）。

## 人口
拉沙佩勒-迪沙特拉尔人口变化图示
| 数据来源：INSEE |